# Ophelia diluta
Ophelia diluta là một loài thực vật có hoa trong họ Long đởm. Loài này được Ledeb. mô tả khoa học đầu tiên năm 1847.